# Claus von Stauffenberg
Claus Philipp Maria Justinian Schenk Graf (conde) von Stauffenberg (Jettingen, Baviera; 15 de noviembre de 1907-Berlín, Alemania; 21 de julio de 1944) fue un militar alemán, coronel del Estado Mayor (Oberst im Generalstab) de la Wehrmacht y jefe del Ejército de Reserva de Berlín durante el Tercer Reich.
Es conocido por planificar y ser figura central en un atentado frustrado contra Hitler al que históricamente se le denomina «complot del 20 de julio» de 1944, el más importante de los intentos de magnicidio contra Hitler. Tras el fracaso del golpe, fue sentenciado y fusilado por alta traición por uno de los propios involucrados, concretamente, el general Fromm. Se le considera un héroe de la resistencia alemana.

## Familia Stauffenberg
Nacido el 15 de noviembre de 1907 en el castillo de su tío, el conde Berthold von Stauffenberg, en Jettingen (Baviera, Alemania), fue el hijo menor del matrimonio compuesto por el conde Alfred Schenk von Stauffenberg y la condesa Caroline von Üxküll-Gyllenband.
Sus hermanos mayores eran los gemelos Berthold y Alexander, y él mismo fue gemelo de otro, Konrad Maria, fallecido al día siguiente de nacer. Los von Stauffenberg eran una antigua familia aristocrática, católica y suaba, que poseía, y sigue poseyendo, varios castillos en el sur de Alemania; entre otros, uno en Albstadt-Lautlingen (Baden-Wurtemberg, Alemania), hoy convertido en museo, en el que Claus y sus hermanos pasaban las vacaciones.
La familia von Stauffenberg pasó a la historia en el año 1260, a través del noble Werner Schenk von Neuenzell. Claus, como todos los von Stauffenberg que viven hoy, era de la rama Stauffenberg-Amerdingen. Entre los ancestros de Claus por vía materna se encontraba el conde August Neidhardt von Gneisenau, prócer del ejército prusiano, cuyo apellido ostentaba uno de los barcos de guerra más grandes de Alemania durante la Primera Guerra Mundial, el crucero acorazado SMS Gneisenau, y luego en la Segunda Guerra Mundial, el acorazado DKM Gneisenau.
Claus von Stauffenberg era un caballero muy apuesto, de alta estatura para su generación (1,85 m) y con un innegable don de gentes, lo que le hacía muy popular entre sus compañeros. Albert Speer, quien trató con Stauffenberg en 1944 como enlace de la oficina del Cuartel General de la Reserva, le describe como extremadamente amable y como una figura casi mística por su señorío y aspecto.

## Vida privada
Educado en Stuttgart, muy aficionado a la literatura, el joven aristócrata, a pesar de su precaria salud, se unió al ejército alemán, entonces llamado Reichswehr, en 1926, a la edad de 18 años. Junto con sus hermanos, pertenecía al círculo más estrecho del poeta Stefan George y a su elitista grupo Opposition conservatrice; en diciembre de 1933 formó parte de la guardia de honor en su funeral, en Locarno (Suiza).
Si bien no se opuso en un principio al ascenso de los nazis al poder en marzo de 1933, su actitud cambió en 1938, después de la llamada Noche de los cristales rotos, al ver cómo los miembros de las SS cometían todo tipo de crímenes y vejaciones a judíos. De hecho, su cuñada, la famosa aviadora Melitta Schenk Gräfin von Stauffenberg, era de ascendencia judía y estuvo a punto de ser internada en un campo de concentración. Claus tenía amistad con intelectuales judíos y al parecer tanto él como sus familiares estaban en contra de las políticas antisemitas nazis.
El 26 de septiembre de 1933 contrajo matrimonio con la baronesa Nina Freiin von Lerchenfeld en Bamberg, con la que tuvo cinco hijos: Berthold, Heimeran, Franz-Ludwig, Valerie y Konstanze, la menor de los cuales nacería tras la muerte de von Stauffenberg. Su viuda fue internada en Ravensbruck y sus hijos enviados a Bad Sachsa. Sobrevivió y falleció cerca de Bamberg el 2 de abril de 2006, a la edad de 92 años. Su hija Konstanze von Schulthess-Rechberg escribió su biografía: Nina Schenk Graefin von Stauffenberg.

## Carrera militar

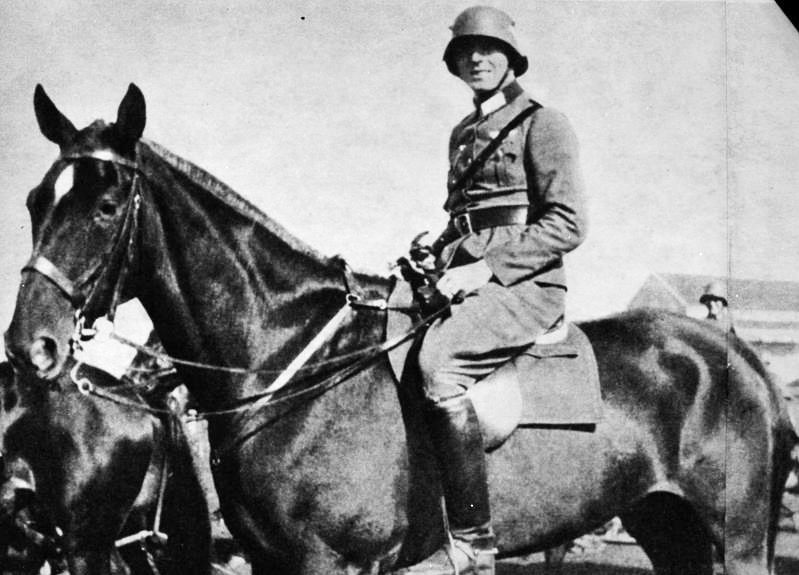
Stauffenberg en el Regimiento de Caballería en 1936.

Ya integrado en una unidad de caballería de la Reichswehr en Bamberg en 1926, en 1937 alcanzó a los once años de carrera el grado de capitán en la Wehrmacht, grado que normalmente solamente hubiera conseguido a los dieciséis años de servicio.
Para esa época, su tío materno, el conde Nikolaus Graf von Üxküll-Gyllenband, había participado en un movimiento de la resistencia de militares prusianos contra el régimen de Adolf Hitler.
El regimiento de caballería de von Stauffenberg fue integrado en la 6.ª División Panzer y tomó parte en la ocupación de los Sudetes, hoy República Checa, y en las campañas de Polonia en 1939 y Francia (Batalla de Francia) en 1940. El 31 de mayo de 1940 fue condecorado con la Cruz de Hierro de Primera Clase.
La actitud de Stauffenberg fue variando desde una tibia postura inicial contra el nazismo a adoptar más adelante la postura más radical en contra del régimen de Hitler.
A partir de junio de 1941 participó en la guerra contra la Unión Soviética (operación Barbarroja) y quedó horrorizado por las sistemáticas matanzas por parte del SD (Sicherheitsdienst o servicio de seguridad) alemán, los infames escuadrones de la muerte de las SS en la retaguardia, sobre todo contra los judíos.
A raíz de ello llegó a la convicción de que estaba obligado a entrar en la resistencia activa contra el régimen nazi. Ya antes de la derrota alemana en la batalla de Stalingrado (diciembre de 1942-enero de 1943), Stauffenberg dudaba de las dotes de Hitler como comandante supremo y preveía la derrota alemana, pero esperaba que se ganara la guerra para conspirar contra el régimen nazi al haber acabado el conflicto bélico. El resultado de la batalla de Stalingrado convenció a Stauffenberg de que Alemania iba directo a la derrota.
Para esa época, los aliados encabezados por Winston Churchill acordaron no negociar la paz con Hitler ni con ningún miembro de la cúpula nazi, dejando abierto de este modo el camino para una conspiración, la que empezó a materializarse en 1944.
En enero de 1943 fue ascendido a teniente coronel y transferido a la campaña del Norte de África, siendo oficial de una unidad especial de tanquetas del general Rommel dedicada al reconocimiento del terreno y a la observación de la fuerza, la posición y los movimientos del enemigo; estaba adscrita a la 10.ª División Panzer. Durante una incursión de reconocimiento en la batalla del paso de Kasserine en Túnez, el 7 de febrero de 1943 cerca de Gafsa, su vehículo fue sorprendido y atacado por un avión británico, quedando él gravemente herido al recibir el impacto de metralla; perdió el ojo izquierdo, la mano derecha y los dedos meñique y anular de la mano izquierda. Le trasladaron a Múnich, donde fue salvado por el famoso cirujano Ernst Ferdinand Sauerbruch.

## Plan Valquiria
La ideología y práctica hitleriana del exterminio sistemático de ciertas minorías, sobre todo la de los judíos, lo convirtió en enemigo acérrimo de Hitler, a quien consideraba un monstruo. A finales de 1942, la tremenda derrota en la Batalla de Stalingrado selló la suerte de Alemania en el frente oriental y en las filas cundieron el pánico y el desánimo. Alguien preguntó a Stauffenberg qué hacer con Hitler, a lo que él contestó: «¡Matarlo!».
Como militar profesional también sabía ya en junio de 1941 que las estrategias militares aplicadas por Hitler como comandante en jefe en la Unión Soviética tenían que terminar catastróficamente, pensamiento que compartían otros militares prusianos. Sin suficientes medios ni tropas, Hitler decidió mantener un frente de miles de kilómetros en la Unión Soviética desde el Mar Negro en el sur hasta el Mar Báltico en el norte, aun en contra de la opinión de sus generales, que le recomendaban concentrar sus tropas sobre todo en la conquista de Moscú, donde Stalin se vería obligado a luchar contra las tropas alemanas, por entonces aún superiores. Además, Hitler pensaba terminar su campaña al estilo guerra relámpago, similar a la campaña de Francia, antes del comienzo del invierno de 1941, ya que no tenía a sus tropas equipadas con la ropa y el material adecuados para las temperaturas extremas del invierno ruso. La estrategia hitleriana permitiría a los soviéticos atacar con fuerzas superiores en donde más les conviniera. La primera y más conocida consecuencia fue la batalla de Stalingrado en el sur del frente a finales de 1942, un sangriento desastre para los alemanes.
En septiembre de 1943, una vez recuperado de sus gravísimas heridas, con ayuda de su amigo y también conspirador teniente general Henning von Tresckow, volvió al servicio activo en Berlín bajo el mando del general Friedrich Olbricht en el OKW (Estado Mayor) situado en el Bendlerblock de la Bendlerstrasse (hoy Stauffenbergstrasse) de Berlín. Olbricht era miembro del comité de resistencia que estaba perfilando un plan para dar muerte a Hitler. El 1 de julio de 1944, von Stauffenberg fue asignado a la Jefatura del Estado Mayor del general Fromm a cargo de la reserva del ejército alemán, también situada en la Bendlerstrasse (hoy Stauffenbergstrasse) de Berlín. Esa puerta directa a Hitler, abierta bajo los auspicios de Fromm, era la oportunidad perfecta de realizar su cometido.
Von Stauffenberg, entonces nombrado coronel i.G. (= im/del Estado Mayor) con treinta y seis años de edad, bajo el nuevo cargo de jefe del Ersatzheer (= reservas) del ejército alemán, tenía acceso directo a las reuniones del comité de planificación de las operaciones que el mismo Hitler encabezaba. Este hecho le permitía reunirse regularmente con el Führer.
El plan de Olbricht era adaptar el llamado «Plan Valquiria» para los fines de la resistencia y tenía entrelazados a entre doscientos y quinientos implicados en diferentes estratos altos de la sociedad alemana, militares del ejército alemán e incluso de la sección de inteligencia y contraespionaje liderada por el almirante Wilhelm Canaris, además de una importante colaboración civil a cargo de Goerdeler, alcalde de Silesia.
El Plan Valquiria había sido ideado inicialmente por el SS Reinhard Heydrich para mantener el control del Reich en manos de Adolf Hitler, en caso de que la seguridad y estabilidad del régimen se viera comprometida por un levantamiento o anarquismo; paradójicamente, Friedrich Olbricht quería utilizar este mismo plan para derrocar al régimen nacionalsocialista ya que su organización anulaba las SS.
Paralelamente, sobre todo entre miembros de la aristocracia prusiana, la mayoría luteranos practicantes, se habían constituido círculos secretos como el Círculo de Solf y el Círculo de Kreisau; en este último consideraban que Hitler estaba llevando a Alemania a la ruina moral y material, por lo que debía ser detenido, pero sin ser asesinado. Este círculo era la parte civil de la conspiración y lo lideraban, entre otros, el conde Helmuth James von Moltke, Peter Yorck von Wartenburg, Adam von Trott zu Solz, Hans Bernd von Haeften, Fabian von Schlabrendorff, el alcalde conservador de Leipzig Carl Goerdeler y el hermano de Claus, Berthold von Stauffenberg. La red era extensa, y por ende la información se filtró a la Gestapo, que se puso a investigar solapadamente al generalato alemán.
La parte militar estaba encabezada al principio, a partir de 1942, por el coronel Henning von Tresckow; y a partir del 1 de septiembre de 1943, por Claus von Stauffenberg. Este tenía el apoyo del mariscal retirado Erwin von Witzleben, del general Ludwig Beck y la ayuda activa del general Olbricht. El general Fromm no había dado explícitamente su apoyo incondicional al movimiento, pero había participado en la confección del listado de un nuevo gobierno y sabía en detalle de las actividades de Claus von Stauffenberg. La actitud de Fromm de cara a los conspiradores fue muy ambivalente desde el principio hasta el final.
El plan consistía en eliminar en el atentado a Hitler y detener a Josef Goebbels, Hermann Göring y Heinrich Himmler. Luego, en Berlín, Fromm debía neutralizar a las SS con el ejército de reserva y von Stauffenberg ganar y organizar el apoyo activo del ejército alemán en toda Europa. En Francia, el general Stülpnagel debía neutralizar a los gauleiter y SD y cortar las comunicaciones con Berlín.
El comandante Szokoll y el coronel Heinrich Cordé debían neutralizar los edificios de la Gestapo (policía secreta) y de la policía en Viena. Posteriormente se instalaría un gobierno provisional que intentaría firmar la paz con los aliados y poner fin a la guerra.
Según parece, una minoría de los implicados estaban próximos al plan de restauración monárquica en Alemania con el retorno de la casa de Hohenzollern. La futura forma del Estado alemán se dejaba abierta.
En total participaban unos doscientos implicados directos y unos trescientos indirectamente.

### Motivación personal
En la actualidad von Stauffenberg es considerado como un héroe de la resistencia antinazi durante la Segunda Guerra Mundial. Lo que muchos historiadores debaten es si la decisión de llevar a cabo el asesinato se debió a los errores estratégicos de Hitler en el modo de llevar la guerra o a la repulsa de von Stauffenberg al enterarse de los crímenes y limpieza racial llevados a cabo por Hitler y las SS.
Al parecer, fueron ambos motivos los que unidos a la influencia de su tío Berthold y su entorno familiar desencadenaron la intervención decidida de Claus von Stauffenberg. En resumen, casi todos coinciden en que el plan fue fruto de un intento para frenar la guerra.

### Intentos anteriores al 20 de julio de 1944
Después de varios intentos de atentados frustrados a partir de marzo de 1943, ideados primero por el teniente general Tresckow y a partir del primero de septiembre de 1943 por von Stauffenberg, que en diciembre de 1943 se ofreció para ejecutar personalmente un atentado suicida debido a su posibilidad de acercarse a Hitler. Sus compañeros de conspiración le convencieron de no actuar por la necesidad de su presencia en Berlín después de la muerte de Hitler y por su presunta incapacidad física para activar la bomba. Es esa misma condición de inválido la que le ayudaría el jueves 20 de julio de 1944 a llegar con la bomba hasta la mesa de Hitler.
Pero muchos meses antes, en marzo de 1943 el teniente general Tresckow y el teniente Schlabrendorff consiguieron meter una bomba barométrica en el avión de Hitler. La bomba no explotó por razones de congelamiento. Dos semanas más tarde, von Gersdorff intentó matar a Hitler con una bomba en Berlín en una exposición de armas tomadas a los soviéticos.
En noviembre de 1943, ya organizado por von Stauffenberg, el joven capitán Axel von dem Bussche hizo un primer intento frustrado de atentado suicida en la Guarida del Lobo. Von Stauffenberg preveía un segundo intento de Axel von dem Bussche para febrero de 1944, pero el 29 de enero de ese año Axel von dem Bussche fue herido gravemente. El teniente Ewald von Kleist (no confundir con Paul Ludwig Ewald von Kleist, 1881-1954, mariscal de campo alemán durante la Segunda Guerra Mundial) intentó ejecutar el plan de Axel von dem Bussche el 11 de febrero de 1944, pero tampoco llegó cerca de Hitler. El capitán von Breitenbuch quiso matar a Hitler en mayo de 1944 con su pistola en el refugio de Hitler en los Alpes llamado Nido del Águila cerca de Berchtesgaden, pero la SS no dejó ese día pasar a los ayudantes a la sala de la reunión.

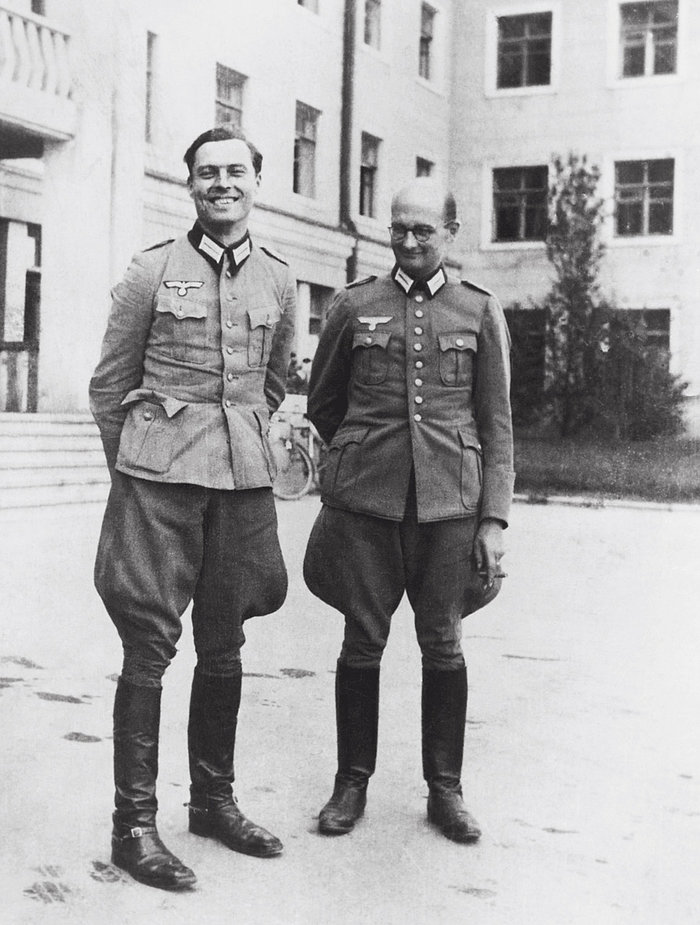
Stauffenberg (izq.) en junio de 1944 junto a otro confabulado, Albrecht Mertz von Quirnheim

Stauffenberg, a sugerencia de Tresckow, intentó, a fines de junio, un acercamiento con el ministro de Armamento Albert Speer; pero no tuvo la respuesta esperada, no obstante se le siguió considerando en un futuro gobierno con la anotación: -"si fuese posible"·.
El 1 de julio de 1944 von Stauffenberg, como miembro del Estado Mayor del Ejército, obtuvo una nueva misión que le permitía asistir a las reuniones con Hitler casi cada semana. Al arrepentirse el general Stieff de detonar una bomba contra Hitler en el palacio de Klessheim cerca de Salzburgo, el 7 de julio de 1944, von Stauffenberg y von Tresckow decidieron que fuera el primero de ellos quien pusiese la bomba y no delegar el cometido en nadie más.
Debido a su imprescindible presencia en Berlín para organizar el levantamiento del ejército posteriormente a la muerte de Hitler, von Stauffenberg tenía que sobrevivir al atentado y presentarse lo antes posible en el "Bendlerblock" (actual Stauffenbergstrasse) de Berlín. A partir de entonces, von Stauffenberg tuvo siempre el maletín con la bomba consigo en las varias reuniones que mantuvo con Hitler.
Sin embargo, nunca encontró una ocasión en la que Hitler, Himmler y Göring estuviesen juntos, ya que su intención era matar a los tres simultáneamente, para evitar una posible continuación legítima del régimen nazi.
El primer intento fue el 11 de julio, pero no se llevó a cabo hasta esperar que al menos Himmler estuviera presente, lo que no ocurrió.
El 15 de julio de 1944 se decidió a eliminar a Hitler de cualquier forma en la próxima ocasión que se presentara. En dicha ocasión tuvo la oportunidad, pero Tresckow insistió nuevamente en que además entre las víctimas estuviera la cúpula nazi completa, un grave inconveniente ya que tanto Himmler como Göring rara vez eran invitados a tales reuniones militares. Stauffenberg no cometió el atentado ese día, a pesar de participar en una reunión con todo el OKW de Hitler, que incluía al general Friedrich Fromm.
Tresckow, Olbricht y Quirnheim finalmente cedieron y se decidió que el próximo intento se realizara con o sin la presencia de los aludidos personajes, el requisito primordial era la sola presencia de Hitler.

### Jueves, 20 de julio de 1944

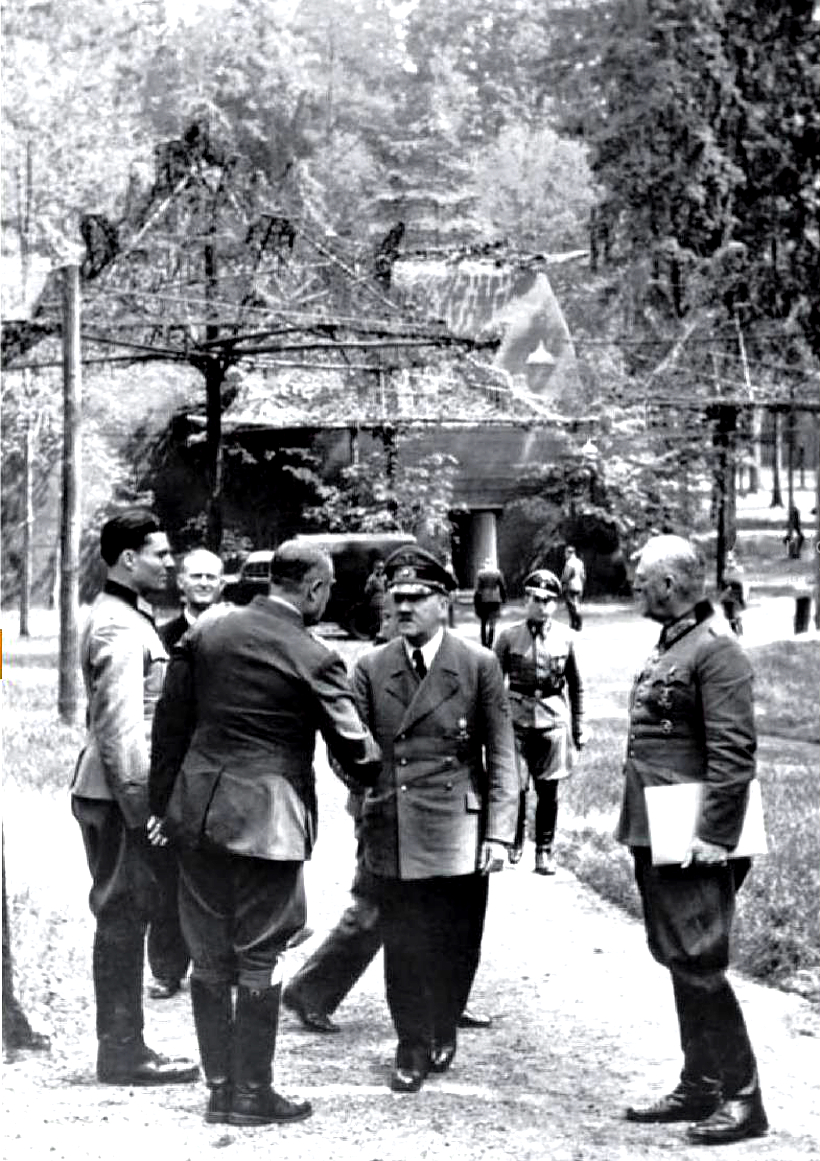
Histórica foto que muestra a Stauffenberg en Rastemburgo el sábado 15 de julio de 1944 (en el margen izquierdo, de perfil) con Hitler (centro) y Keitel (derecha). Stauffenberg llevaba la bomba en ese instante, pero decidió no detonarla.

Por fin, aprovechando que el 20 de julio de 1944 se iba a celebrar una reunión del alto mando en el cuartel general de Hitler, llamado «Guarida del Lobo» y situado cerca de Rastemburgo en el levante de Prusia Oriental (hoy, Ketrzyn, Polonia), von Stauffenberg y su ayudante, el teniente von Haeften, llegaron desde el aeródromo de Berlín-Rangsdorf a las 10 de la mañana al cuartel general de la Guarida del Lobo en un avión Junkers Ju 52.
Von Stauffenberg portaba un maletín, con un explosivo plástico especial inglés de un kilogramo que se activaba mediante un detonador químico absolutamente silencioso encendido por rompimiento. Von Haeften llevaba otra bomba idéntica. Hitler adelantó la reunión treinta minutos, ya que sobre la una y media debía recibir al Duce Mussolini.
Antes de entrar en la sala de la reunión, von Stauffenberg, con la excusa de cambiarse la camisa, se fue con von Haeften a una habitación cercana para activar lo más rápidamente posible las dos bombas. Con mucha dificultad debido a su única mano, además la izquierda y con solo tres dedos, rompió la cápsula de vidrio del detonador químico de su bomba con un alicate especial diseñado para sus tres dedos y activó el primer explosivo en su maletín. No tuvo tiempo de activar el segundo explosivo, en posesión de von Haeften, debido a la entrada de un impertinente suboficial a la habitación donde supuestamente solo se estaba cambiando de camisa, apremiándole a volver a entrar de inmediato en la reunión. Von Haeften llevó la segunda bomba no activada en su maletín a un búnker antiaéreo cercano. El dispositivo químico haría detonar la primera bomba en el maletín de von Stauffenberg en aproximadamente diez minutos.
El lugar del atentado estaba inicialmente previsto en el búnker subterráneo de Hitler, pero estaban trabajando allí miembros de la Organización Todt, por lo que se decidió realizar la reunión en el galpón en la superficie de Albert Speer, una casa principalmente de madera, que contaba con varios ventanales y una grande y pesada mesa de roble.

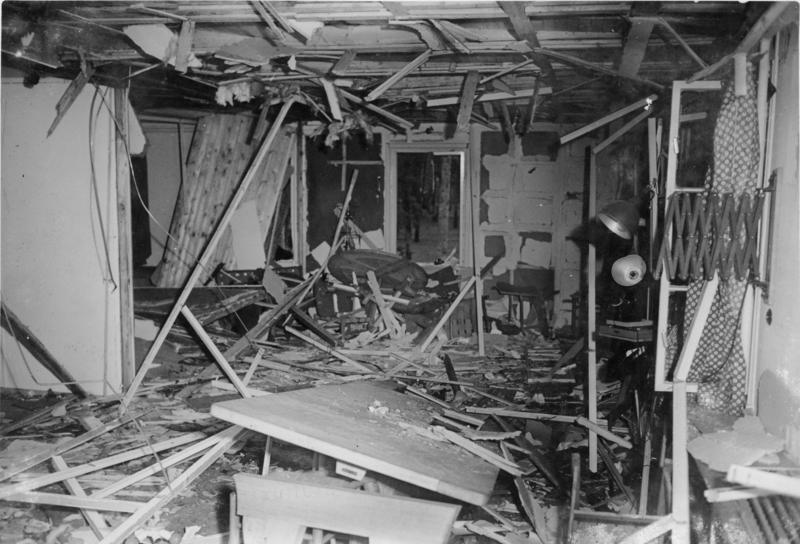
Estado de la sala después de la explosión.

A la reunión asistieron veintitrés personas, además de Hitler y von Stauffenberg. El ambiente era caluroso, por lo que se ordenó abrir las ventanas. Empieza la reunión.
Von Stauffenberg llega con algo de retraso, se excusa con un gesto y se sitúa tan cerca de Hitler como le es posible, supuestamente esperando su turno para exponer la situación en el Frente Oriental. Hitler ocupa la parte central de la mesa mirando hacia el exterior, von Stauffenberg se sitúa a su derecha, apenas a metro y medio de Hitler.
Después de pocos minutos von Stauffenberg coloca el maletín con la bomba debajo de la mesa muy cerca del lugar donde se encuentra Hitler, y se retira discretamente pretextando una llamada telefónica urgente desde Berlín. Tiene apenas tres minutos antes de que explote.
Después de abandonar von Stauffenberg la sala, uno de los asistentes choca accidentalmente con el maletín con el pie y lo aparta, colocándolo junto a una de las patas gruesas de la mesa en el lado más alejado de Hitler. La reunión continúa.
Dos minutos y medio después, a las 12.40, el artefacto explota. Hitler, que estaba agachado sobre un mapa del frente ruso colocado encima la gruesa mesa, ve de súbito que esta sube y le golpea en el rostro. La explosión es violenta y deja cuatro muertos y otras personas malheridas. Como las ventanas de la habitación estaban abiertas, la fuerza de la explosión se dispersó. Especialistas en explosivos aseguran que si la reunión hubiera tenido lugar en el sótano, cuyas paredes habrían retenido la onda expansiva, todos los presentes habrían muerto; y si von Stauffenberg hubiese metido la segunda bomba que llevaba von Haeften en su maletín, aún sin manipular, nadie en el barracón hubiese sobrevivido.
Von Stauffenberg y von Haeften presenciaron de lejos la explosión y creyeron, sin posibilidad de comprobar los resultados, que ni Hitler ni nadie podía haber sobrevivido. Partieron apresuradamente hacia el aeródromo, y von Haeften se deshizo de la segunda bomba arrojándola por la ventana del coche. Consiguieron con sangre fría pasar los puestos de guardia y se hicieron llevar con su avión a Berlín. El conspirador general Fellgiebel en la Guarida del Lobo comunicaba la palabra «Valquiria» a Berlín, como señal de que el atentado había tenido éxito, para que otros implicados en Berlín tomasen las decisiones acordadas para asumir el control del Estado.
Hitler sobrevivió al recibir la explosión indirectamente, pues había quedado protegido por la gruesa pata y la sólida tabla de la mesa de encina, que se deshizo en astillas que quedaron clavadas en una pierna, sufriendo solamente magulladuras ligeras en su brazo y en el lado izquierdo de su rostro. Consecuencias colaterales posteriores le afectarían su salud más tarde.
Se pensó en un primer momento que el lugar había sido bombardeado, pero no había información de aviones enemigos sobrevolando el área; con el pasar de los minutos, la idea de un atentado fue tomando forma y la ausencia de von Stauffenberg levantó sospechas. Al borde del camino hacia el aeródromo se encontró el maletín con la segunda bomba, que fue reconocido como igual al que portaba la explosionada.
Von Stauffenberg, en pleno vuelo a Berlín, daba por hecha la muerte de Hitler sin sospechar lo realmente ocurrido. Al llegar a la Bendlerstrasse, alrededor de las 16:30, se dio cuenta de que el plan de toma de poder no se había iniciado apenas. El ejército de reserva no había salido de los cuarteles.
Mientras tanto, Martin Bormann es el primero en explicarse exactamente lo ocurrido e informa a Hitler de que el secretario de guardia había visto salir a von Stauffenberg después de la explosión y alejarse apresuradamente del lugar dejando su gorra.
De este modo von Stauffenberg se convirtió en el sospechoso principal de Himmler y de Kaltenbrunner, que ya se acercaba desde Berlín.

### Fracaso del golpe y muerte de von Stauffenberg

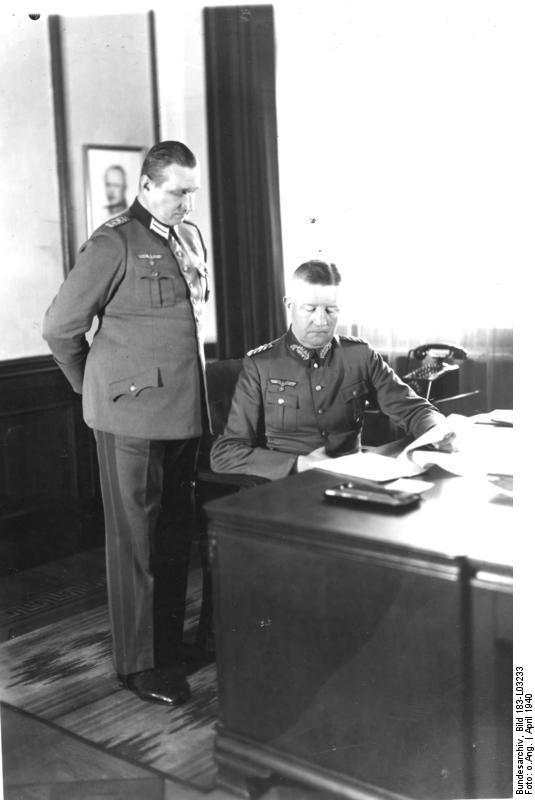
Friedrich Fromm, comandante del ejército de reserva, quien se desentendió del plan Valquiria, lo que aceleró el fracaso del Golpe (sentado).

Una vez llegado von Stauffenberg, los implicados se movilizaron para efectuar el golpe de Estado. Alrededor de las 18:00 horas las cosas no parecían ir mal para los conspiradores, cuando el general Fromm, comandante en jefe del Comando de Reemplazo, que conocía el plan y tenía por misión desmovilizar los SS, llamó por teléfono a Rastemburgo y conversó con el mariscal de campo Wilhelm Keitel y este (ajeno a la conjura) le aseguró que Hitler estaba vivo, además de preguntarle por el paradero del coronel Claus von Stauffenberg. Fromm, fríamente, a partir de este momento asumió el papel de leal seguidor de Hitler y se negó a continuar con el golpe. Von Stauffenberg y otros oficiales lo interpelaron y luego lo arrestaron, llevándolo a un almacén de archivos.
Mientras tanto, Goebbels hizo que el mayor Remer, que iba a detenerlo en su despacho, escuchase la voz de Hitler por teléfono, quien le ordenó desmovilizar a los reservistas y telefónicamente le dio el grado de coronel. Más tarde el general Guderian acudió con sus tanques y tomó Berlín. El golpe finalmente se desbarató.
Sobre las 23:00 horas, Fromm se liberó de su arresto e inmediatamente detuvo a los sorprendidos von Stauffenberg y los demás conspiradores, no sin antes dar una ineficaz resistencia. Fromm condenó sumariamente a muerte al coronel Claus von Stauffenberg, al teniente Werner von Haeften, al general Olbricht y al coronel Albrecht Mertz von Quirnheim, los cabecillas de la operación. Al general Beck, Fromm le dio la oportunidad de suicidarse.
Fromm avisó a Himmler escuetamente por teléfono de que tenía a los cabecillas y colgó. Luego sacó a los cuatro condenados al patio de estacionamiento y mandó que fuesen ejecutados por fusilamiento unos minutos después de la medianoche del 20 de julio. Lo hizo antes de que llegaran las SS, sumariamente y sin tribunal. Esta decisión la tomó Fromm para que los conspiradores no declararan en su contra y lo desvelaran, para así poder salvarse.
En primer lugar, fusilaron al general Olbricht. Como segundo le tocaba el turno a von Stauffenberg, pero cuando estaban a punto de disparar, el teniente von Haeften se lanzó delante de von Stauffenberg, recibiendo las balas destinadas a su superior. Las últimas palabras gritadas por von Stauffenberg segundos antes de morir como tercero fueron: «¡Larga vida a la sagrada Alemania!» («Es lebe das heilige Deutschland!»). Mertz von Quirnheim murió en último lugar.

### Consecuencias

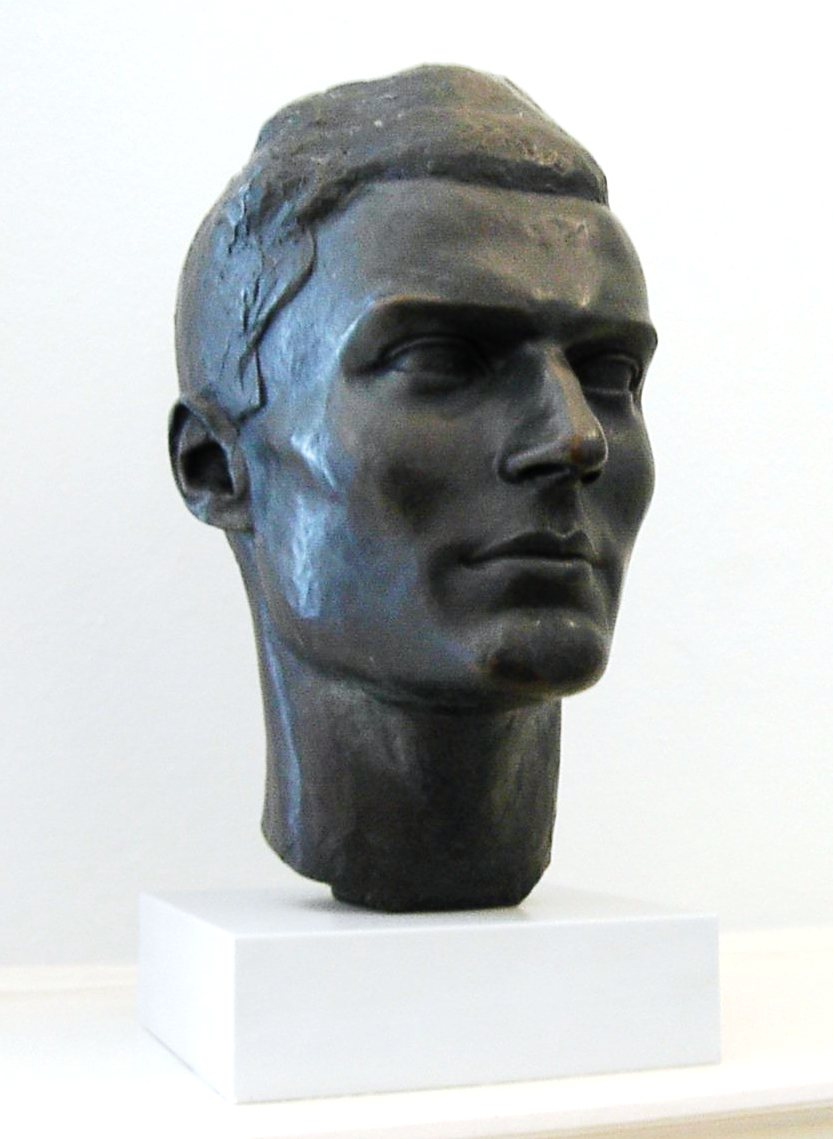
Busto de Claus von Stauffenberg, realizado por Viktor Frank (seudónimo de Frank Mehnert) en 1929. Se encuentra en Berlín (Centro Conmemorativo de la Resistencia contra el Nazismo).

Himmler llegó algunas horas más tarde y, al darle cuenta Fromm de lo acontecido, le respondió extrañándose de lo (sospechosamente) apurado que había estado para ejecutarlos. Esto lo implicaría.
Por instrucciones de Fromm, von Stauffenberg y los demás fusilados fueron enterrados honorablemente con todas sus medallas poco tiempo después del fusilamiento en un cementerio cercano. Hitler, sediento de venganza, descubrió más tarde la implicación de Fromm y lo hizo ejecutar en marzo de 1945. También hizo desenterrar los cadáveres de von Stauffenberg y los demás conspiradores, ordenando quitarles las medallas e incinerar los restos en el campo de concentración de Sachsenhausen. Se registró el Bloque Bendler y en una caja de seguridad de Fromm se encontró una lista de los conspiradores, con los papeles que asumirían en el gobierno provisional. La cacería de culpables empezó esa misma noche.
Los demás implicados, como Berthold von Stauffenberg, hermano mayor de Claus y figura central del complot, fueron sentenciados por un tribunal especial (el Volksgerichtshof) a cargo del juez Freisler. Fueron ejecutados el 10 de agosto de 1944 en la prisión de Plötzensee por estrangulamiento lento con cuerdas de piano; junto con Berthold von Stauffenberg fueron ejecutados otros ocho implicados; además, se detuvo al general von Kluge, a Albrecht Haushofer, al almirante Canaris y a otros militares de relevancia. Los ahorcamientos fueron filmados y fotografiados para ser presentados a Hitler, pero este se negó a ver la grabación, que aún existe y está considerada como inaceptable para ser divulgada, por los horrores que en ella se exhiben.
Su antiguo superior en África, el mariscal de campo Rommel, que estaba al tanto del complot pero no participó, fue obligado a suicidarse. En las dos semanas siguientes al 20 de julio de 1944 murieron unas doscientas personas directamente implicadas. Las SS ejecutaron a más de 5648 personas los meses siguientes.
En ese mismo listado encontrado en la caja de seguridad del general Fromm en su despacho del Bloque Bendler, se encontró el nombre de Speer, con la indicación en manuscrito al lado de su nombre de: "¿Si fuese posible?". Esta simple anotación salvó a Speer.
De todos los intentos de atentados contra Hitler, el del 20 de julio de 1944 fue el que más cerca estuvo de lograr su objetivo.

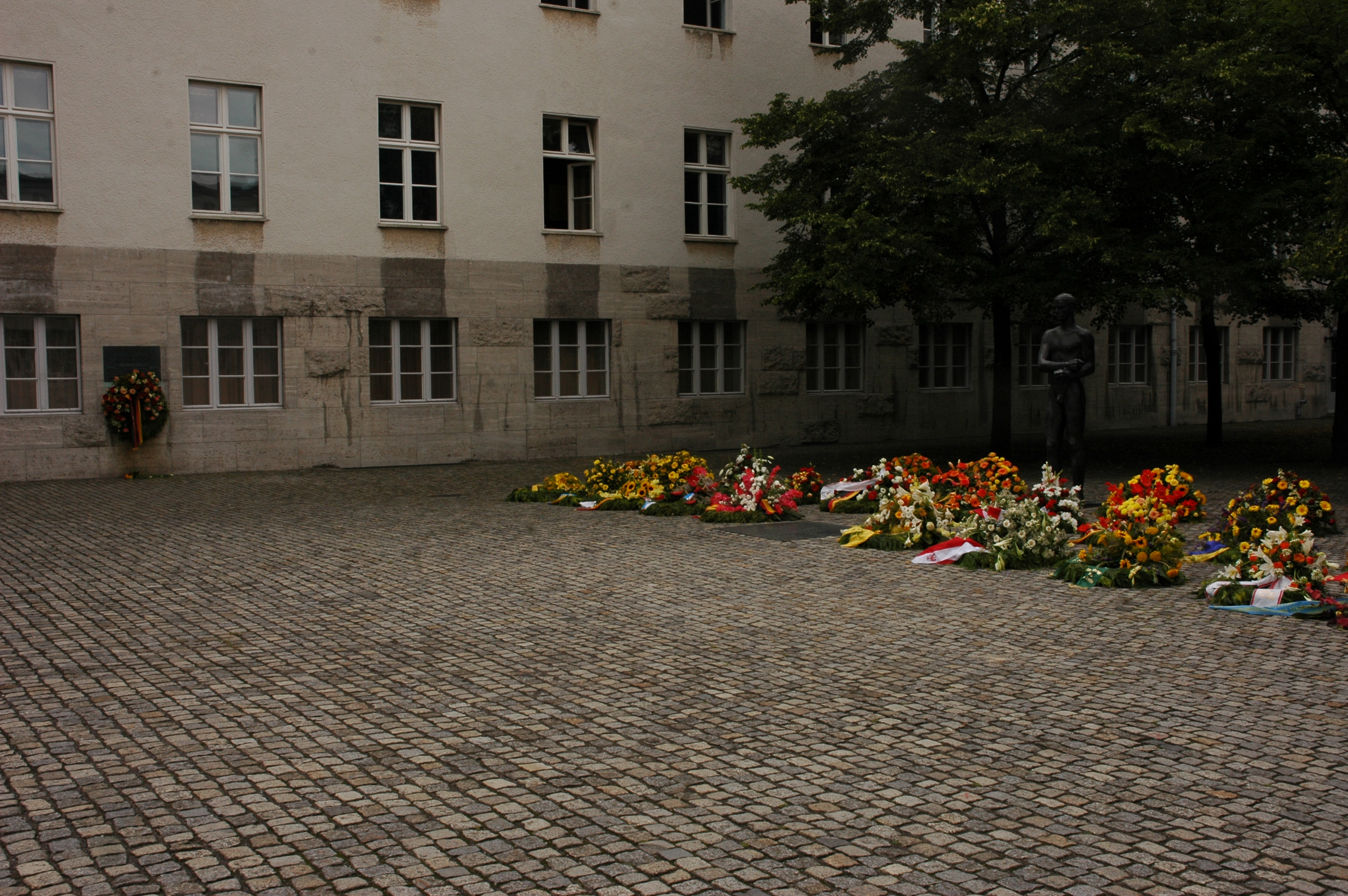
Lugar exacto de la ejecución de Stauffenberg en Bendlerstrasse

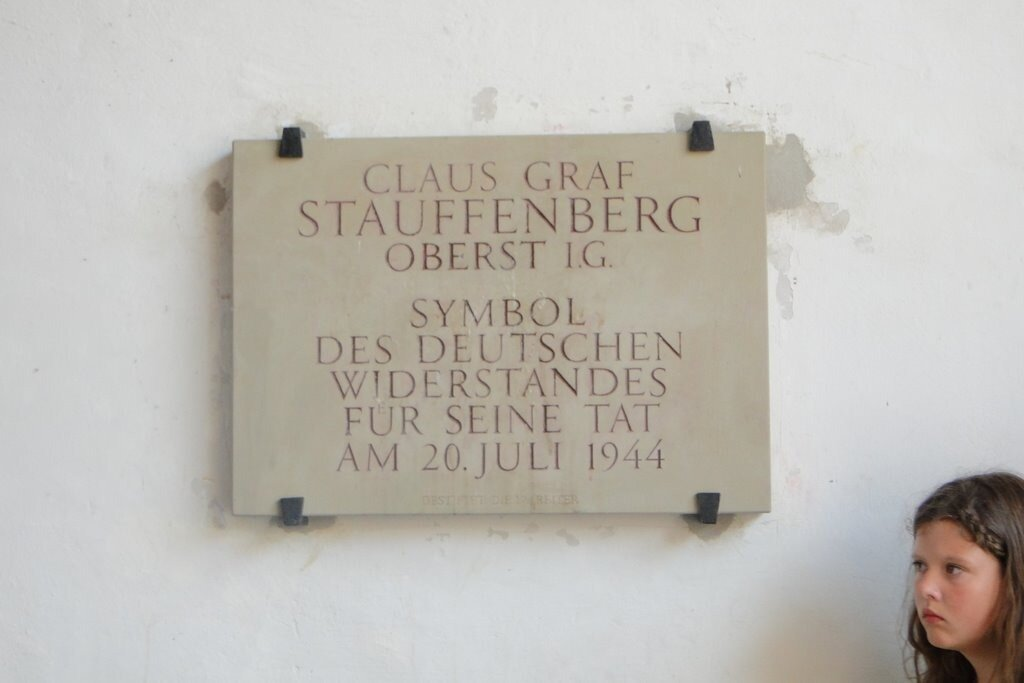
Placa conmemorativa de Stauffenberg en Bamberg

A las 15:00 horas de ese mismo día, Hitler recibió a Mussolini en el lugar del atentado; el hecho de que saliera ileso fue como una demostración divina de que debía seguir el camino que se había trazado. Sin embargo, al poco tiempo de que hubiese ocurrido el atentado, Hitler empezó a padecer cierta sordera en su oído derecho, además de mayores temblores involuntarios en su mano derecha.
Durante los siguientes diez meses de guerra, hasta la rendición incondicional de Alemania, murió la misma cantidad de personas que en los cincuenta meses que duró la Segunda Guerra Mundial hasta aquel entonces.
No solo la familia de Claus von Stauffenberg, su esposa y sus hijos, sino todos los miembros del clan von Stauffenberg fueron arrestados por las SS y encerrados en diferentes cárceles y campos de concentración. Fue ordenada su ejecución sumaria; sin embargo, estando al final del sitio de Berlín en mayo de 1945, las SS no ejecutaron la orden y algunos de los von Stauffenberg se entregaron a un comando británico en el norte de Italia.
Berthold von Stauffenberg, el hijo mayor, llegó al cargo de mayor general en 1994, después de 38 años de servicio en el ejército federal alemán. En 2007, declaró respecto a su padre:

Tenía 10 años cuando perdí a mi padre, por lo que lo conocí muy poco. Mi madre estaba encinta de su quinto hijo en el momento de ser detenida por la Gestapo. Ella admiraba mucho a mi padre.
Fui a parar a un orfanato, hasta junio de 1945, y entonces me reencontré con mi madre en la cárcel de Ravensburgo.
Mi padre hizo algo muy valiente y positivo... porque no todos los alemanes eran nazis.
Berthold von Stauffenberg

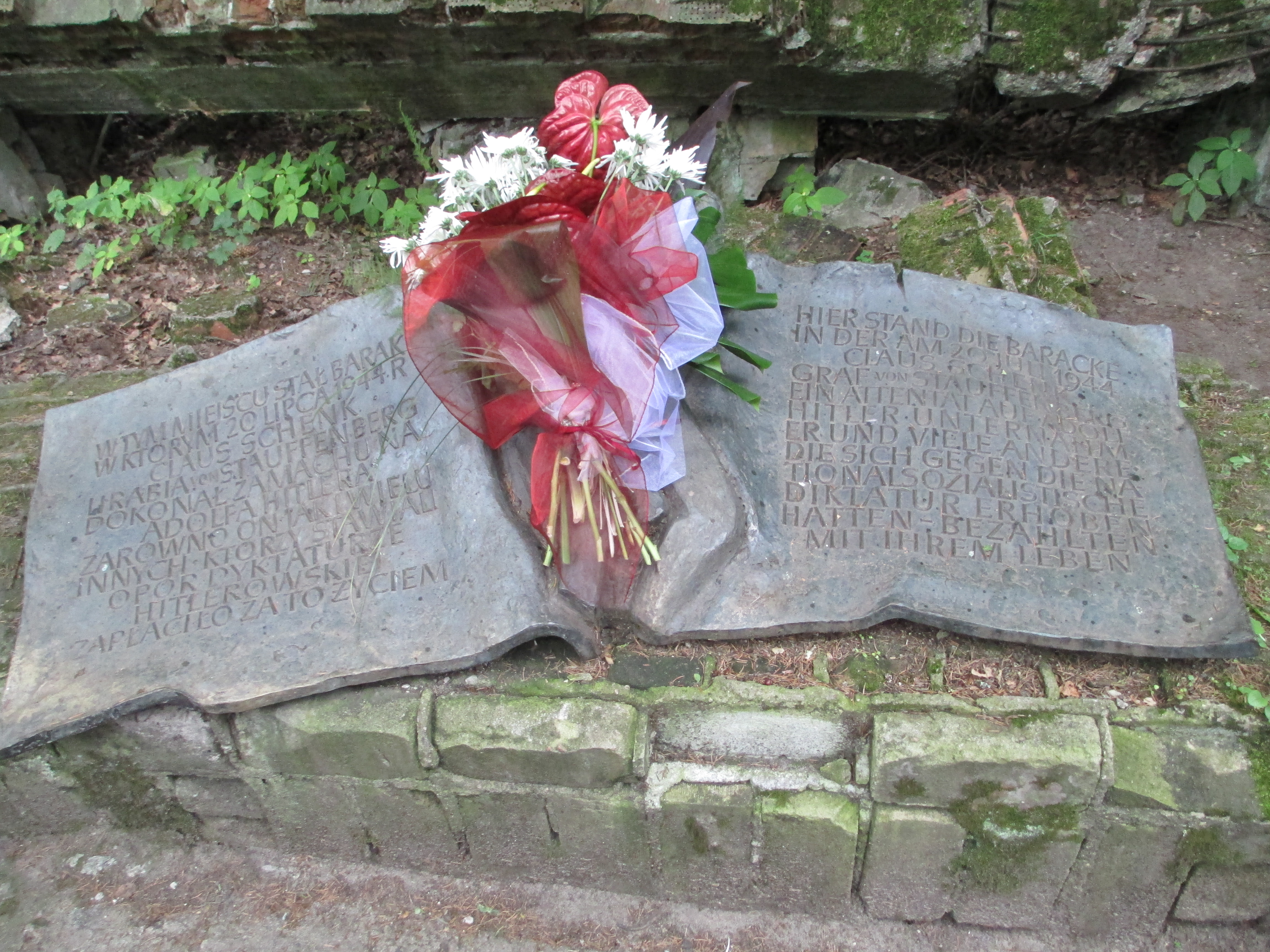
Placa conmemorativa de Stauffenberg en la Guarida del Lobo, lugar del atentado contra Hitler

Inicialmente, es decir durante y después de la Segunda Guerra Mundial y en consonancia con la propaganda nazi, la mayoría de la población alemana consideraba la acción de Claus von Stauffenberg un acto de traición, recibiendo la categoría de traidor. Pero con el paso del tiempo y con el intento de atentado colocado en su contexto en la historia, se le dio categoría de héroe en la lucha por la liberación del régimen nazi. En la actualidad se le ha dado su nombre a la Bendlerstrasse de Berlín. En 1964 se emitió un sello postal en su memoria, y en 2007 otro, en unión de Helmuth James von Moltke. El asteroide (8171) Stauffenberg descubierto en 1991 fue nombrado así en su honor. Ha recibido varios otros honores póstumos.

## Stauffenberg en cine y televisión
- 1955: Der 20. Juli, interpretado por Wolfgang Preiss.
- 1955: Es geschah am 20. Juli de Georg Wilhelm Pabst.
- 1967: The Night of the Generals interpretado por Gérard Buhr.
- 1971: Operation Walküre, interpretado por Joachim Hansen.
- 1988: War and Remembrance, interpretado por Sky Dumont.
- 1989: Stauffenberg. 13 Bilder über einen Täter, documental.
- 1990: Stauffenberg – Verschwörung gegen Hitler.
- 1990: The Plot to Kill Hitler, interpretado por Brad Davis.
- 2004: Die Stunde der Offiziere, interpretado por Harald Schrott. Película para televisión.
- 2004: Stauffenberg, interpretado por Sebastian Koch.
- 2008: Valkyrie, interpretado por Tom Cruise.